# Mads Würtz Schmidt
Dansk mester i linjeløb 2021
Mads Würtz Schmidt (født 31. marts 1994 i Randers) er en dansk cykelrytter, der kører for Pas Racing Gravel Team. 

## Karriere
Den 20. september 2011 i København blev han verdensmester i enkeltstart for juniorer. Ved VM i landevejscykling 2015 vandt han guld i enkeltstart for U/23-ryttere.
Mads Würtz Schmidt er fra Randers og kører for Pas Racing Gravel Team. I 2011 blev han nummer to ved Junior-DM i enkeltstart  efter Casper von Folsach, og de to ryttere blev udtaget til Junior-VM. Ved dette mesterskab var rollerne byttet om, således at Schmidt var den hurtigste, mens Folsach endte på en samlet sjetteplads. Schmidts tid på den 27,8 kilometer lange enkeltstart var 35:07,68, hvilket var 4,11 sekunder hurtigere end James Oram fra New Zealand på andenpladsen.
"Schmidt-familien" i Randers er en stor cykelfamilie. Mads Würtz Schmidt er blandt andet i familie med den tidligere verdensmester Jørgen Schmidt og den tidligere bronzemedaljevinder ved junior-VM i linjeløb i Odense, Lotte Schmidt. Begge hans forældre har kørt cykelløb. Hans mor, Susanne Würtz, har været på landsholdet i slutningen af 1980'erne, og hans far, Steen Schmidt[kilde mangler] kørte mountainbike i 1990'erne.
Mads Würtz vandt Paris-Roubaix juniorløbet i 2012.  

## Meritter
2011
Vinder af  UCI World Junior Time Trial Championships
2012
Vinder af  Overall Driedaagse van Axel
Vinder af etape 2 (ITT-enkeltstart) & 4
Vinder af Paris-Roubaix Juniors
Vinder af etape 2a (ITT) Course de la Paix Juniors
2014
2. plads i ZLM Tour
2015
Vinder af  U23-VM i linjeløb - Enkeltstart
Vinder af  U-23 DM i enkeltstart
Vinder af 4. etape i Tour de l'Avenir
7. sammenlagt Danmark Rundt
Vinder af  Young rider classification
Vinder af 5. etape (ITT)
8. Velothon Stockholm
2016
Vinder af  U-23 DM i enkelstart
Vinder af  U-23 DM i linjeløb
Vinder sammenlagt af  Triptyque des Monts et Châteaux
Vinder af  Point klassifikationen
Vinder af 2. etape og etape 3b
3. plads sammenlagt ved Danmark Rundt
Vinder af  Ungdomstrøjen
Vinder af etape 4 (ITT - enkeltstart)
3. plads i Skive-Løbet
9. plads sammenlagt i Boucles de la Mayenne
2017
3 samlet i Étoile de Bessèges
Vinder af  Ungdomstrøjen
2018
7. plads i Clásica de Almería
2019
3. plads samlet i ZLM Tour
2020
5. plads i Coppa Sabatini
2021
1.  Dansk mester i linjeløb
1. plads, 6. etape i Tirreno-Adriatico
5. plads samlet i Étoile de Bessèges
2024
3. plads i Boucles de l'Aulne